# Непереможна Людина-павук
Непереможна Людина-павук (англ. Spider-Man Unlimited) — мультсеріал з мотивами серії коміксів Spider-Man Unlimited Vol. 2.

## Сюжет
Астронавт Джон Джеймсон, син Джони Джеймсона, вирушає на точну копію нашої планети — Анти-Землю. Несподівано на корабель проникають симбіоти Веном і Карнаж. Пітер намагається врятувати Джона, але йому це не вдається. Через декілька тижнів по телевізору показують екстрене повідомлення Джона з Анти-Землі. Пітер розуміє, що Джон живий і йому потрібна його допомога. Пітер з допомогою Ріда Річардса розробляє вдосконалений павучий костюм з мільярдів крихітних нанороботів і режимом Стелс, який може робити Пітера невидимим. Придумавши алібі для Пітера Паркера, Людина-павук вирушає на Анти-Землю.
Пітер прибуває на Анти-Землю і не вірить своїм очам: половина населення Анти-Землі — люди-звірі, звіряни, а правитель цього світу — звичайна людина, яка стала всемогутньою на своїй планеті і якого називають Вищим Розумом. Протягом усього серіалу Пітер бореться зі звірянами і симбіотами. Також у нього з'являються друзі — Наоко Ямада-Джонс, її син Шейн і бунтівники Джон Джеймсон, Гіт Хоскінс, Карен О'Мейлі, Дарвуд Бромлі і Гоблін (Гектор Джонс). У останній серії Вищий Розум викидає у повітря отруйних мікробів. Після цієї серії через низький рейтинг серіал закрили і ніхто так і не дізнався, чим закінчилась ця історія.

## Список серій

### Сезон 1
- 1. Розділені світи частина 1 — Людина-павук вирушає на Анти-Землю.
- 2. Розділені світи частина 2 — Людина-павук знайомиться зі звірянами.
- 3. Де мешкає Зло — Людина-павук знайомиться з Гобліном.
- 4. Смертельні номери — історія одного з бунтівників — Гіта Хоскінса.
- 5. Сталеве серце — Людина-павук знайомиться з роботом X-51.
- 6. Прихід Мисливця — Людина-павук знайомиться зі злочинцем Мисливцем.
- 7. Крики Стерв'ятника — Людина-павук знайомиться з супергероєм Стерв'ятником.
- 8. Заручник місячного світла — з'ясовується, що Джон Джеймсон — перевертень.
- 9. У лещатах життя — повернення Гобліна.
- 10. Справи сердечні — Людина-павук допомагає Бромлі знайти зниклого брата.
- 11. Один — сумне число — Едді Брок відокремлюється від симбіота Венома.
- 12. Гріхи батьків — Вищий Розум викрадає Карен О'Мейлі.
- 13. Доля сліпа — Вищий Розум планує знищити Анти-Землю.

1. ↑  Fernsehserien.de
2. ↑  http://live.dbpedia.org/resource/Spider-Man_Unlimited
3. ↑  http://dbpedia.org/resource/Spider-Man_Unlimited